# Toxicodryas blandingii
Toxicodryas blandingii är en ormart som beskrevs av Hallowell 1844. Toxicodryas blandingii ingår i släktet Toxicodryas och familjen snokar. Inga underarter finns listade.
Arten förekommer i västra och centrala Afrika från Senegal österut till Sudan och söderut till Zambia. Honor lägger ägg.
Honor och unga hannar är rödbruna med mörkbruna fläckar och hannar är svarta på ovansidan och gula på undersidan.